# Requiem 2031
|  | Denne artikel er oprettet af botten PalnaBot ud fra en ekstern database. Den kan derfor have sproglige fejl eller mangler. Denne skabelon kan fjernes efter kontrol af indholdet. |

Requiem 2031 er en kortfilm fra 2011 instrueret af Rutger Hauer, Sil van der Woerd efter manuskript af Dylan Ekren.

## Handling
Filmen fortæller historien om den sidste tilbageværende hval i verdenshavene, der søger nåde hos dens største fjende, mennesket, spillet af Rutger Hauer.